# Neil Postman
Neil Postman, född 8 mars 1931 i Brooklyn, New York, död 5 oktober 2003, Queens, New York, var en amerikansk lärarutbildare, medieteoretiker och samhällskritiker. Han var professor vid New York University och gjorde betydelsefulla insatser inom områdena mediestudier, kritisk analys av teknologi och utbildningsfilosofi. Han är dock mest känd som debattör angående television och då främst reklamtelevision.
Postman föddes i en yiddish-talande familj i New York, tog en bachelorexamen (B.S.) vid State University of New York i Fredonia 1953, därefter mastersexamen (M.A.) 1955 och en doktorsexamen (Ed.D.) 1958 från Teachers College vid Columbia University. Han började undervisa vid institutionen för engelska vid San Francisco State University 1958, och 1959 började han vid School of Education vid New York University, där han stannade resten av sin karriär. Han grundade New York Universitys program i medieekologi 1971.
I sitt författarskap var Postman starkt influerad av Marshall McLuhan och Harold Innis. Han skrev bland annat boken Underhållning till döds år 1985, där han diskuterar kring frågan om den ständiga underhållningen i dagens samhälle. Han menade att folk låter sig förströs av trivialiteter och det kulturella livet begränsas till television och reklam.